# Nicotinezuur
Nicotinezuur, ook wel vitamine PP of niacine genoemd, is een vitamine die in het lichaam uit het aminozuur tryptofaan kan worden gemaakt. Als additief is het toegestaan onder E-nummer E375. Bij het koken treedt gemakkelijk verlies van niacine op omdat het gemakkelijk in het kookvocht oplost, dat vaak afgegoten wordt.
Hoewel de namen overeenkomen, is nicotinezuur wezenlijk iets anders dan nicotine in tabak. Om verwarring met nicotine te voorkomen, wordt nicotinezuur ook wel aangeduid met niacine.

## Biochemische functie
Nicotinezuur heeft een belangrijke rol in de energiestofwisseling en de proteïnenstofwisseling. Nicotinezuur is de precursor van het nicotinamide-deel van belangrijke co-enzymen, zoals nicotinamide-adenine-dinucleotide (NAD/NADH en NADP/NADPH), welke bij een groot aantal biochemische reacties zijn betrokken, zoals de citroenzuurcyclus. Zonder dit vitamine kan er geen goede stofwisseling bestaan en wordt de synthese van eiwitten, vetten en koolhydraten gehinderd.
Nicotinezuur heeft een antioxidatieve werking en neemt aan vele enzymatische processen deel. Het is belangrijk voor de regeneratie van de huid, spieren, zenuwen en het DNA.

## Farmacokinetiek
Eenmaal vanuit het maag-darmkanaal opgenomen, wordt niacine getransporteerd naar de diverse weefsels. Het wordt opgeslagen in de lever.

## Voorkomen
Natuurlijke leveranciers van nicotinezuur zijn kip, wild, vis, paddenstoelen, melkproducten en eieren. Ook lever, koffie, volkorenproducten, verschillende groentes en vruchten bevatten nicotinezuur, waarbij nicotinezuur van dierlijke oorsprong het best wordt opgenomen. Veganisten dekken de behoefte bijvoorbeeld met pinda's, granen, dadels, champignons, biergist en gedroogde abrikozen.
De benodigde hoeveelheid vitamine B3 voor vrouwen ligt bij 15 mg per dag, voor mannen bij 20 mg per dag.
In voedingssupplementen wordt soms nicotinezuur verwerkt, maar meestal de voorkeur gegeven aan nicotinamide.

## Biosynthese
Omdat nicotinezuur door het lichaam zelf aangemaakt kan worden, voldoet het niet aan de definitie van een vitamine, dat immers van oudsher gedefinieerd is als een voor het lichaam essentiële stof die het lichaam niet zelf kan aanmaken. Het langdurig historisch gebruik van de term "vitamine B3" voor deze stof, heeft het zijn permanente status als vitamine bezorgd.
Er zijn twee routes voor de biosynthese van nicotinezuur:
1. Glyceraldehydefosfaat met asparaginezuur met een tussenstap naar nicotinezuur.[bron?]
2. van tryptofaan over kynurenine naar nicotinezuur, onder invloed van het enzym tryptofaanoxygenase. Gemiddeld is voor de aanmaak van 1 mg nicotinezuur 60 mg tryptofaan nodig. De efficiëntie van deze omzetting kan variëren. Bij vrouwen in het laatste trimester van de zwangerschap verloopt deze omzetting drie maal zo efficiënt als onder normale omstandigheden. Daarnaast werken oestrogenen stimulerend op het enzym tryptofaanoxygenase, waardoor de omzetting efficiënter verloopt.

Voor licht, warmte en de zuurstof uit de lucht is nicotinezuur minder gevoelig dan de andere vitamines uit de B-groep.

## Nicotinezuurdeficiëntie
Vitamine B3-tekort speelt een belangrijke rol bij het ontstaan van de deficiëntieziekte pellagra. Om deze reden werd dit vitamine in het verleden ook wel vitamine PP (Pellagra Preventing factor) genoemd.
Een tekort aan vitamine B3 treedt niet zo snel op, omdat het lichaam deze vitamine uit het aminozuur tryptofaan zelf kan maken.
Indien toch een tekort optreedt, zijn de volgende symptomen mogelijk: diarree met bloed, schilferende huidaandoeningen, hoofdpijn, huidkloofjes, mondslijmvliesontsteking, pijnlijke rode lippen, verminderde eetlust, aandoeningen van het zenuwstelsel met gevoels- en gezichtsstoornissen.

## Overdosis
Bij doseringen van meer dan 50 mg nicotinezuur (niet met nicotinamide) kan bloedvatverwijding in de huid optreden (de zogenoemde 'flush'). Deze flush is het resultaat van omzetting van arachidonzuur in prostaglandines. De prostaglandines op hun beurt zorgen voor vaatverwijding (vasodilatatie). Deze reactie vindt vooral plaats in de celmembraan van huidcellen. De flush duurt echter meestal niet langer dan 20 à 30 minuten en is niet schadelijk.
Het innemen van aspirine (ten minste 325 mg) voorafgaand aan de inname van nicotinezuur kan de flush onderdrukken.
Bij doseringen tussen 2 en 6 gram per dag kan leverbeschadiging optreden, met name bij gebruik van voedingssupplementen met een vertraagde afgifte van nicotinezuur. Bij hoog gedoseerde nicotinezuursupplementen met een normale afgifte zag men dit effect niet of veel minder.